# Curych (kanton)
Curych (německy Zürich, francouzsky Zurich, italsky Zurigo, rétorománsky Turitg, švýcarskou němčinou Züri) je kanton na severovýchodě Švýcarska, pojmenovaný po svém hlavním městě, Curychu. Úředním jazykem je němčina.
Kanton Curych, který se rozlohou řadí do horní poloviny kantonálního žebříčku, má mimořádně vysokou hustotu zalidnění a se svým více než 1,5 milionem obyvatel zaujímá první místo mezi nejlidnatějšími kantony. Kanton charakterizuje jeho hlavní město Curych a aglomerace, která zabírá většinu území kantonu.

## Geografie
Kanton se nachází na sever od Alp. Většina kantonu Curych leží na Švýcarské náhorní plošině. Jihovýchodní okraj kantonu má však předalpský charakter a severozápadní okraj má podíl na nejvýchodnějším úpatí Jury. Kanton sousedí na severu s kantonem Schaffhausen a Německem (hranice mezi Německem a Švýcarskem), na západě s kantonem Aargau, na jihu s kantony Zug a Schwyz a na východě s kantony Thurgau a St. Gallen. Východní Švýcarsko začíná východně od kantonu Curych.
Kanton Curych je spolu s kantony Basilej-město a Schaffhausen jedním ze tří kantonů, které mají územní podíl na pravém břehu Vysokého Rýna.
Nejvyšším bodem kantonu je Schnebelhorn (1291 m n. m.), nejnižší bod ve výšce 330 m n. m. se nachází na Vysokém Rýně u obce Weiach.

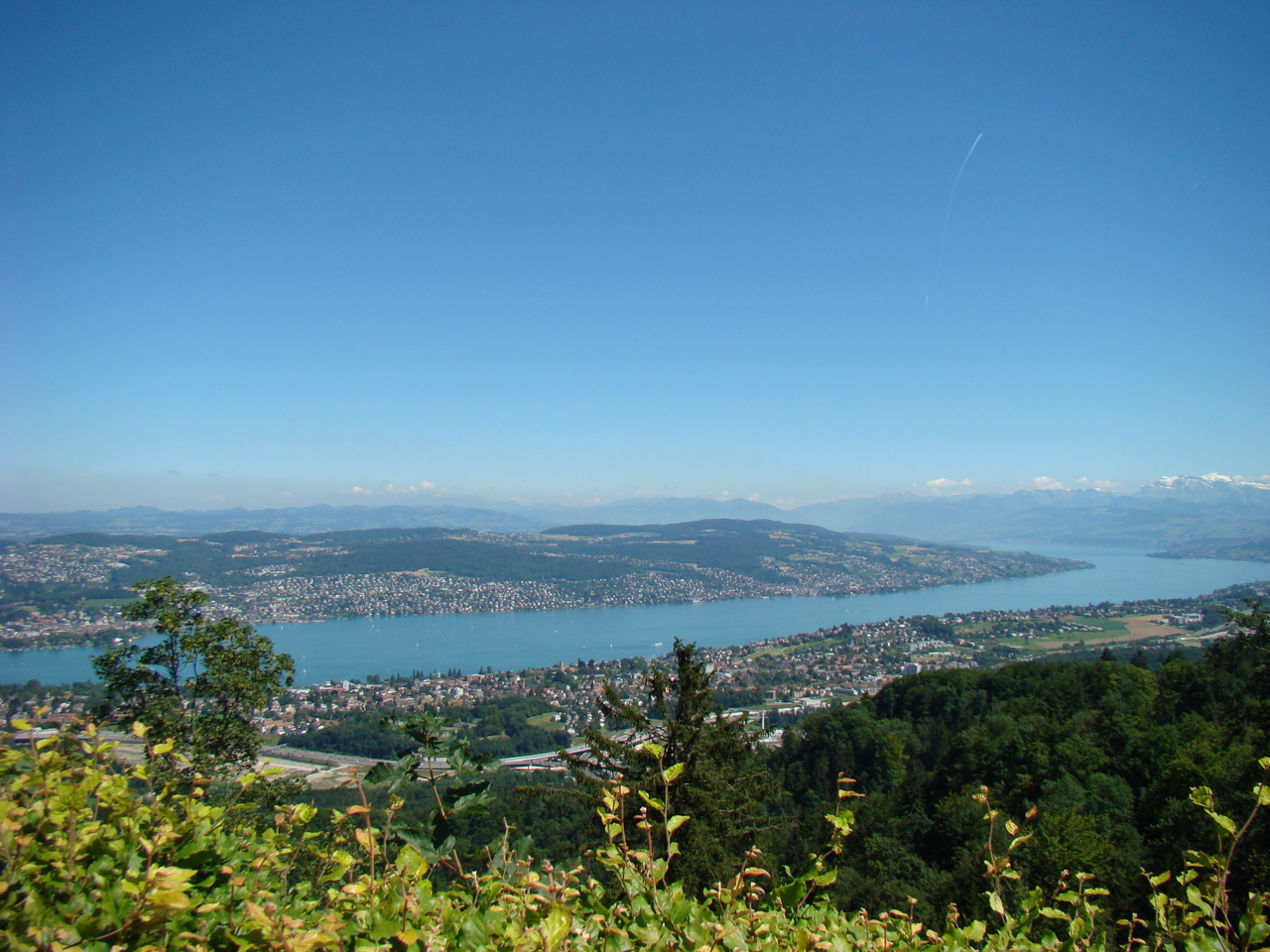
Curyšské jezero

### Vodstvo
Největší vodní plochou kantonu je Curyšské jezero, které zasahuje do jižní části kantonu a zahrnuje i části sousedních kantonů Schwyz a St. Gallen na východě. Spolu s jezery Greifensee a Pfäffikersee v Curyšském pohoří se na území kantonu nacházejí další dvě větší jezera. Türlersee, Katzensee, Lützelsee a Husemersee jsou menší vodní plochy. Jezera zabírají plochu 73 km², což představuje zhruba 4 % z celkové plochy kantonu.
Limmat opouští Curyšské jezero ve městě Curych a později se u Koblenze v kantonu Aargau spojuje s řekami Reuss, Aara a Rýn. V některých úsecích tvoří Rýn hranici s kantonem Schaffhausen a státní hranici Švýcarska s Německem. Glatt, jehož celý tok leží v kantonu, odvodňuje Glatttal a Curyšskou vysočinu a vlévá se do Rýna u Glattfeldenu. Töss je také horská řeka, která pramení v Curyšském pohoří a vlévá se do Rýna v Tösseggu. Posledních několik kilometrů Thur protéká také kantonem Curych. Řeka Sihl pramení v kantonu Schwyz, protéká curyšským údolím Sihl a v Curychu se vlévá do řeky Limmat. Řeka Reuss tvoří malý úsek hranice s Aargau na jihozápadě.
Malé, ale na vodu bohaté horské řeky a potoky v Curyšském pohoří stály před dvěma staletími díky své vodní síle na počátku švýcarského průmyslu.

## Historie

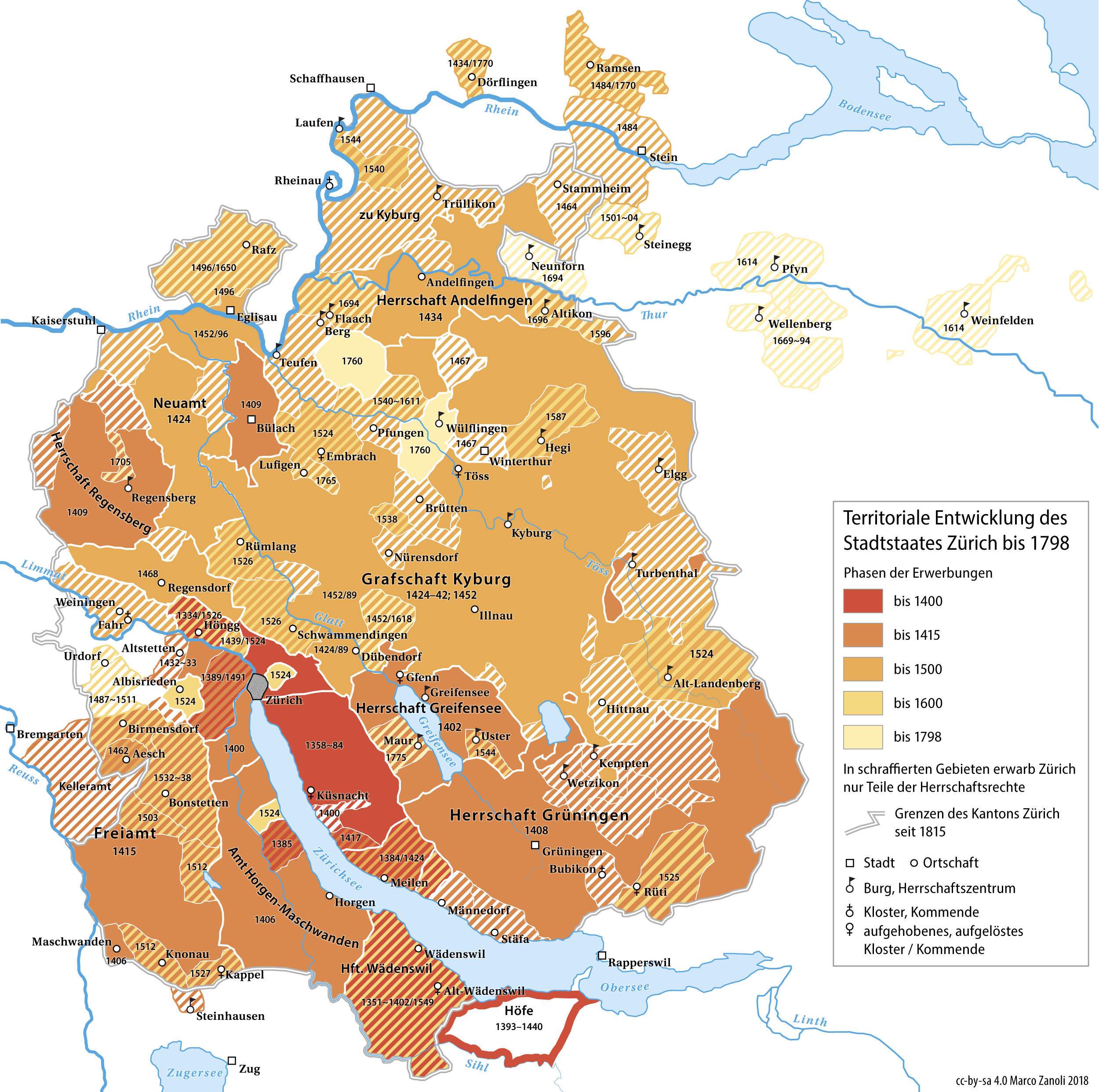
Vývoj území městského státu Curych

Kanton Curych se připojil ke Švýcarské konfederaci v roce 1351. V roce 1468 se kanton rozšířil o severní území. V roce 1803 se západní část kantonu odtrhla a stal se z ní samostatný kanton Aargau.
Kanton v dnešních hranicích vznikl v roce 1803 na základě ústavy helvétského prostřednictví na území Curychu a nese také název a znak staré městské republiky.

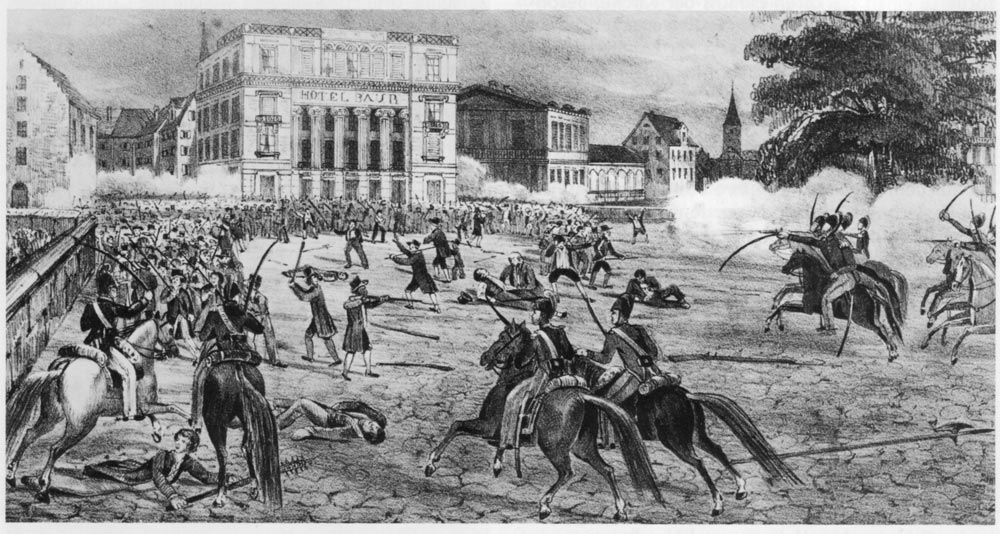
Curyšský puč roku 1839

Zánik městské republiky a Staré švýcarské konfederace byl ohlášen v roce 1798, kdy venkov požadoval zrušení poddanství a zrovnoprávnění s Curychem. Snahy o založení kantonu skončily po několika týdnech neúspěšně kvůli obsazení území kantonu francouzskými vojsky. Staré panství se stalo součástí Helvétské republiky, a tím i závislým správním obvodem s 15 okresy. Probíhající spory uvnitř Helvétské republiky přiměly Napoleona svolat na konci roku 1802 Helvétskou radu. Výsledkem byla ratifikace zákona o zprostředkování v březnu 1803, který ukončil existenci Helvétské republiky a nahradil ji Švýcarskou konfederací.
Zprostředkovatelskou ústavou z roku 1803 vznikl nový kanton Curych, autonomní stát a člen Švýcarské konfederace. Závěrečná novela definovala území kantonu, které se od té doby nezměnilo; pět okresů nahradilo dosavadní okrsky.
Po porážce francouzských vojsk u Lipska byla koncem roku 1813 zrušena zprostředkovatelská ústava. V polovině roku 1814 byla přijata nově vypracovaná restaurovaná ústava, která opět posílila vliv aristokraticky ovládaného města, ale i venkovské šlechty. Opět se změnila i správní struktura, bylo zřízeno jedenáct okresů, jejichž rozdělení se v podstatě nezměnilo do současnosti. V následujícím roce byly na Vídeňském kongresu definitivně potvrzeny curyšské kantonální hranice z roku 1803.
Po revolučním tzv. Ustertagu byla v roce 1831, po prvním referendu v kantonu, během šesti měsíců přijata nová liberální ústava. V roce 1839 došlo k protipohybu, když se v rámci protiústavního curyšského puče ujali vlády konzervativci, kteří byli proti modernizaci až do roku 1845.
V roce 1868 lid velkou většinou hlasů schválil mandát pro novou ústavu, která vzešla výrazně od Salomona Bleulera a Winterthuru, ale také od venkovských oblastí kantonu, čímž se dosavadní nepřímá demokracie změnila v demokracii polopřímou. V důsledku toho došlo také k reorganizaci školství a byla založena kantonální banka Zürcher Kantonalbank. Tato ústava platila (s mnoha změnami) až do roku 2005.

## Obyvatelstvo

Curych, největší švýcarské město a hlavní město kantonu

V roce 2019 měl kanton Curych vyšší index lidského rozvoje než jakýkoli samostatný stát na světě a jakýkoli jiný dílčí region.
V roce 2019 žilo v kantonu Curych 1 539 275 obyvatel. Hustota zalidnění 905 obyvatel na km² je výrazně nad švýcarským průměrem (212 obyvatel na km²) a je způsobena zejména velkou aglomerací Curychu. Podíl cizinců (obyvatel přihlášených k trvalému pobytu, avšak bez švýcarského občanství) činil k 31. prosinci 2019 27,1 %, zatímco v celé zemi bylo registrováno 25,3 % cizinců. V roce 2020 činila míra nezaměstnanosti 3,1 %, na spolkové úrovni pak 2,8 %.
| Vývoj počtu obyvatel | Vývoj počtu obyvatel | Vývoj počtu obyvatel | Vývoj počtu obyvatel | Vývoj počtu obyvatel | Vývoj počtu obyvatel | Vývoj počtu obyvatel | Vývoj počtu obyvatel | Vývoj počtu obyvatel | Vývoj počtu obyvatel | Vývoj počtu obyvatel | Vývoj počtu obyvatel | Vývoj počtu obyvatel | Vývoj počtu obyvatel | Vývoj počtu obyvatel | Vývoj počtu obyvatel | Vývoj počtu obyvatel | Vývoj počtu obyvatel | Vývoj počtu obyvatel | Vývoj počtu obyvatel |
| -------------------- | -------------------- | -------------------- | -------------------- | -------------------- | -------------------- | -------------------- | -------------------- | -------------------- | -------------------- | -------------------- | -------------------- | -------------------- | -------------------- | -------------------- | -------------------- | -------------------- | -------------------- | -------------------- | -------------------- |
| Rok                  | 1850                 | 1860                 | 1870                 | 1880                 | 1888                 | 1900                 | 1910                 | 1920                 | 1930                 | 1941                 | 1950                 | 1960                 | 1970                 | 1980                 | 1990                 | 2000                 | 2010                 | 2015                 | 2018                 |
| Počet obyvatel       | 250 698              | 266 265              | 284 047              | 316 074              | 337 183              | 431 036              | 503 915              | 538 602              | 617 706              | 674 505              | 777 002              | 952 304              | 1 107 788            | 1 122 839            | 1 179 044            | 1 247 906            | 1 373 068            | 1 466 424            | 1 520 968            |

### Jazyky
Úředním jazykem kantonu je němčina. Hovorovým jazykem je švýcarská němčina nebo její místní varianta, curyšská němčina (tzv. curyština, Züritüütsch).
Podle nové curyšské ústavy se jazyková svoboda vztahuje i na znakový jazyk.

### Náboženství

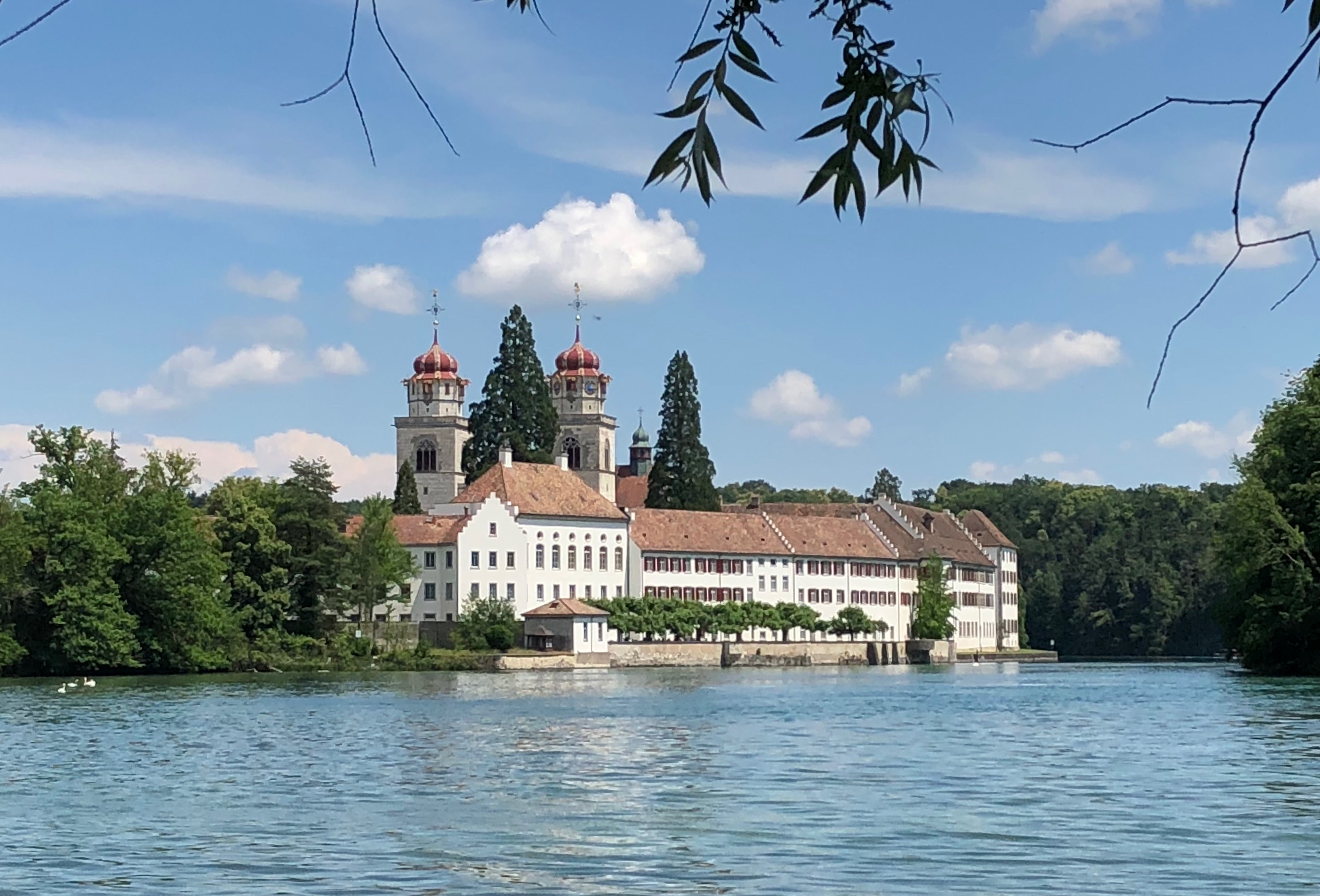
Klášter Rheinau

Kanton Curych patří k tradičně reformovaným kantonům, neboť město Curych pod Zwingliho vedením přijalo reformaci a prosadilo ji na celém svém území. Kanton se tak stal prvním reformovaným místem ve Švýcarsku. Historickými výjimkami jsou farnost Dietikon (přidělena v roce 1803 při zrušení kantonu Baden) a původně katolická klášterní obec Rheinau (rovněž přidělena ke kantonu Curych v roce 1803 jako náhrada za obce Stein am Rhein a Dörflingen).
Na konci roku 2021 žilo v kantonu Curych přibližně 1,56 milionu obyvatel, z nichž 25,4 % byli reformovaní protestanti a 23,6 % římští katolíci. Zbývajících 51 % obyvatel nepatřilo k žádné náboženské obci nebo k jiné náboženské obci. Na konci roku 2011 se 34 % obyvatelstva stále hlásilo k reformované církvi a 28 % ke katolické církvi; po 0,1 % obyvatel patřilo ke kristokatolické církvi nebo k jedné ze dvou veřejnoprávně uznaných židovských obcí. V roce 2011 ubylo reformované regionální církvi 5617 členů (tehdy nových 467 000); počet členů římskokatolické církve v kantonu Curych se ve stejném roce zvýšil o 1500 osob (tehdy nových 389 000). Počet členů římskokatolické církve v kantonu Curych se zvýšil o 1500 osob (tehdy nových 389 000).
Přesné údaje o počtu členů ostatních náboženských společenství v kantonu Curych nejsou od sčítání lidu v roce 2000 k dispozici. Spolkový statistický úřad BFS však provádí výběrová šetření, která zahrnují i další náboženské komunity v kantonu. Na konci roku 2017 uvedlo 6,5 % respondentů ve věku 15 let a více, že patří k jinému křesťanskému vyznání (ani ke (křesťanským) katolíkům, ani k reformovaným), 6,5 % bylo muslimského vyznání, 0,5 % patřilo k židovské komunitě (včetně státem uznaných komunit), 1,7 % bylo příslušníky jiných denominací a 29,2 % respondentů se označilo za bez vyznání.

## Politika
V letech 2000–2004 vypracovala ústavní rada zvolená občany novou ústavu, která nahradila kantonální ústavu platnou od roku 1869 a od té doby mnohokrát novelizovanou. Návrh byl schválen jasnou většinou voličů v referendu 27. února 2005. Nová ústava kantonu Curych vstoupila v platnost 1. ledna 2006.

### Legislativa

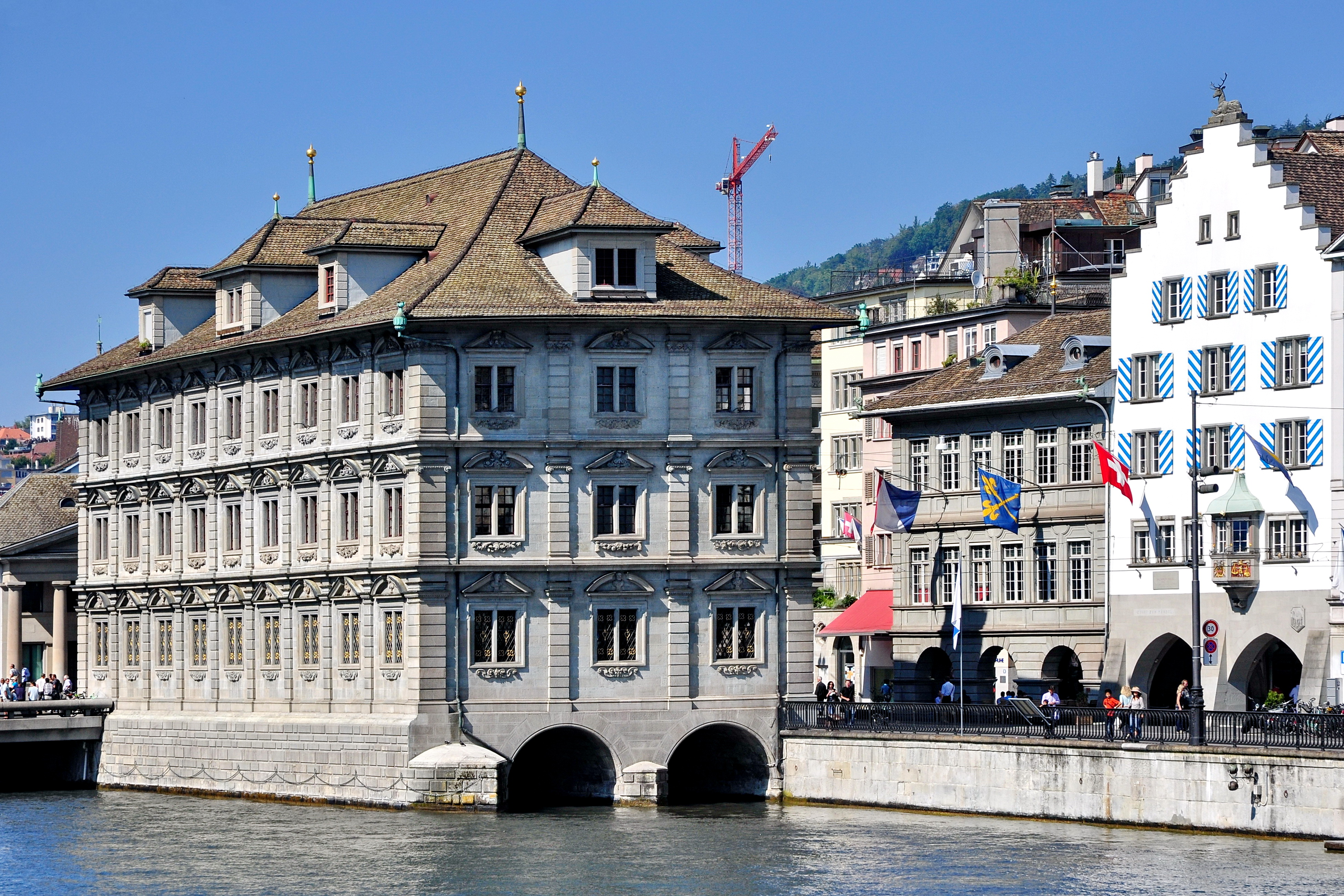
Radnice v Curychu, sídlo zasedání kantonální rady

Zákonodárným orgánem (parlamentem) je Kantonální rada (německy Kantonsrat), která má 180 členů volených v lidovém hlasování na pevně stanovené čtyřleté období na základě poměrného zastoupení. Volby se konají v 18 volebních obvodech a od roku 2007 se přidělování poslaneckých mandátů provádí podle tzv. dvojího poměrného rozdělení. Tento postup dělení mimo jiné odstraňuje nevýhodu menších stran ve srovnání s dříve používaným postupem. Touto změnou se obešla reforma volebních obvodů, ale jako překážka bylo stanoveno, že strana musí dosáhnout alespoň pětiprocentního podílu voličů v alespoň jednom volebním obvodu, aby se mohla dostat do parlamentu. Kromě toho byly v rámci změny zrušeny kombinace seznamů.

Zasedací sál kantonální rady

Za tímto účelem se obyvatelstvo samo přímo podílí na tvorbě právních předpisů prostřednictvím práva referenda a práva iniciativy. Povinná referenda se konají o všech změnách ústavy a nepovinná o změnách zákonů, pokud o ně požádá alespoň 3 000 voličů. Lidové iniciativy na změnu ústavy nebo zákona vyžadují podporu nejméně 6 000 voličů; podléhají lidovému hlasování, i když je kantonální rada zamítne. V Curychu je jedinečná individuální iniciativa: jediná osoba může kantonální radě navrhnout změnu zákona nebo ústavy, která musí být předložena k lidovému hlasování, pokud ji podpoří většina kantonální rady. Totéž platí pro iniciativu úřadu (například od městského parlamentu) i pro individuální iniciativu. Lidový návrh (rovněž konstruktivní referendum) byl 23. září 2012 v kantonu Curych opět zrušen.
Kantonální rada zasedá na radnici v Curychu.

### Vláda
Nejvyšším řídícím a výkonným orgánem kantonu je vládní rada (německy Regierungsrat). Skládá se ze sedmi rovnoprávných členů, je volena většinově na dobu určitou čtyř let a v jejím čele stojí předseda vlády (Regierungspräsident), který se každý rok mění. Každý člen stojí v čele jednoho ze sedmi ředitelství (ministerstev) kantonální správy. Státní kancelář, v jejímž čele stojí státní tajemník, je ústřední personální jednotkou vládní rady a podporuje ji v administrativních a právních záležitostech.

### Soudnictví
Nejvyššími soudy s působností pro celý kanton jsou Nejvyšší soud, Správní soud a Soud pro sociální pojištění. Organizačně se Nejvyšší soud skládá ze dvou občanskoprávních senátů, tří trestních senátů a soudu pro nucené opatření. Obchodní soud je součástí Nejvyššího soudu.
Na regionální úrovni existuje dvanáct okresních soudů prvního stupně, které působí jako kolegiální soudy, soudy pro jednotlivce, nájemní soudy a pracovní soudy. Okresní soud v Curychu je se svými přibližně 400 zaměstnanci největším soudem v kantonu Curych. Na místní úrovni (obvykle zahrnující několik obcí) existují smírčí soudy a další smírčí orgány před soudem prvního stupně. Kromě toho existuje stavební odvolací soud a daňový odvolací soud, které jsou před správním soudem.

### Správní členění
Kanton Curych má 160 politických obcí (k 1. lednu 2024), které jsou nositeli místní samosprávy; každá z nich má například právo sama stanovit výši obecních daní.
Dalšími typy obcí jsou školské obce, které jsou stále více integrovány do politických obcí, evangelické reformované církevní obce a římskokatolické a křesťanskokatolické církevní obce. Do konce roku 2009 existovaly civilní farnosti.
Každá obec patří do jednoho z dvanácti okresů (viz níže), které jsou decentralizovanými jednotkami kantonální správy, a nemají tedy vlastní autonomii.

#### Okresy

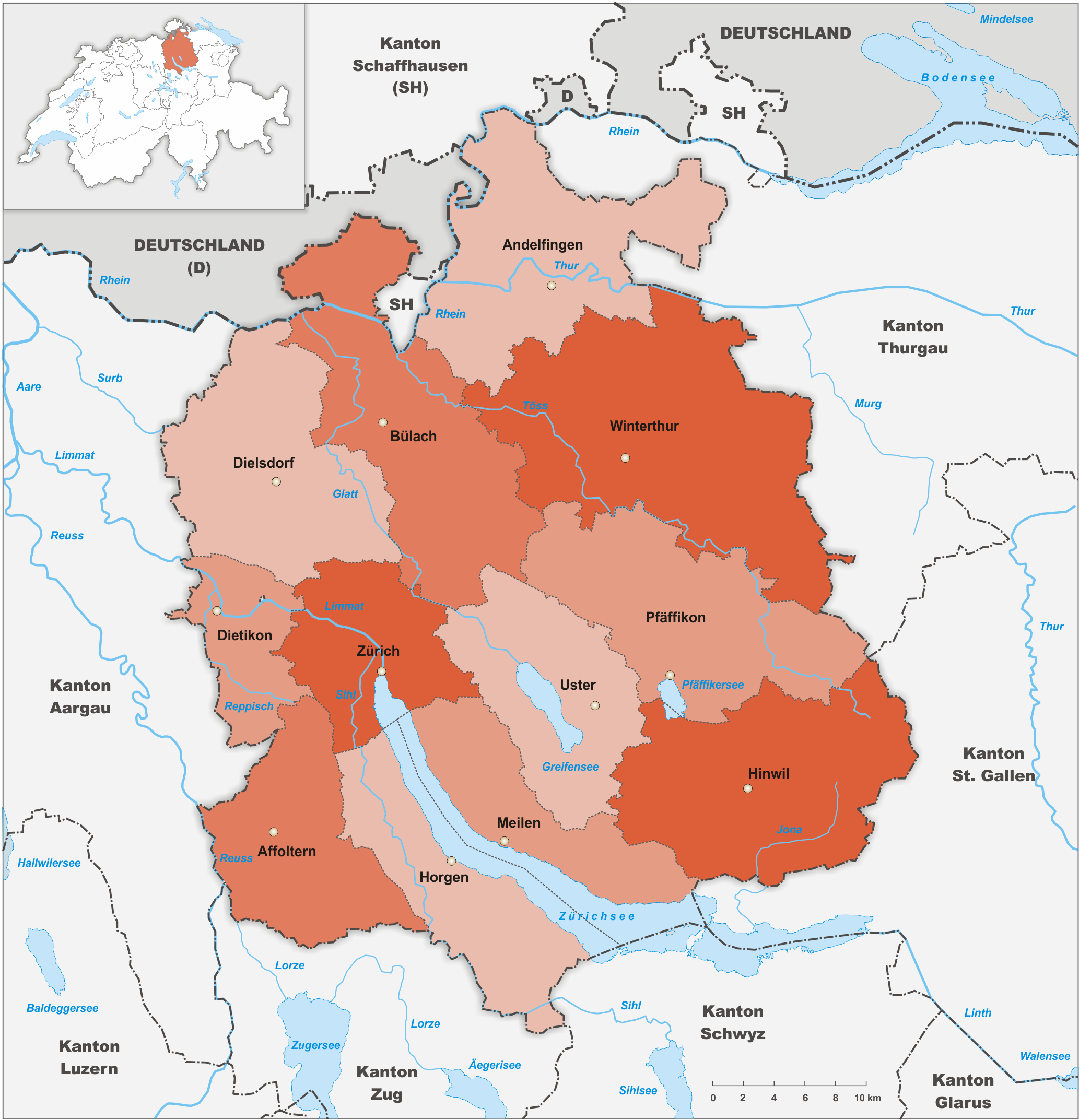
Mapa okresů kantonu Curych

| Okres       | Počet obyvatel (k 31. 12. 2020) | Rozloha (km²) | Hlavní město       | BFS-ID |
| ----------- | ------------------------------- | ------------- | ------------------ | ------ |
| Curych      | 421 878                         | 87,93         | Curych             | 0112   |
| Winterthur  | 173 053                         | 251,75        | Winterthur         | 0110   |
| Bülach      | 156 900                         | 184,88        | Bülach             | 0103   |
| Uster       | 135 234                         | 112,23        | Uster              | 0109   |
| Horgen      | 127 263                         | 104,24        | Horgen             | 0106   |
| Meilen      | 106 506                         | 84,62         | Meilen             | 0107   |
| Hinwil      | 97 098                          | 179,50        | Hinwil             | 0105   |
| Dietikon    | 94 533                          | 60,11         | Dietikon           | 0111   |
| Dielsdorf   | 92 079                          | 152,85        | Dielsdorf          | 0104   |
| Pfäffikon   | 61 081                          | 163,15        | Pfäffikon          | 0108   |
| Affoltern   | 55 839                          | 113,03        | Affoltern am Albis | 0101   |
| Andelfingen | 31 959                          | 166,54        | Andelfingen        | 0102   |
| Celkem (12) | 1 553 403                       | 1728,94       |                    |        |

## Hospodářství

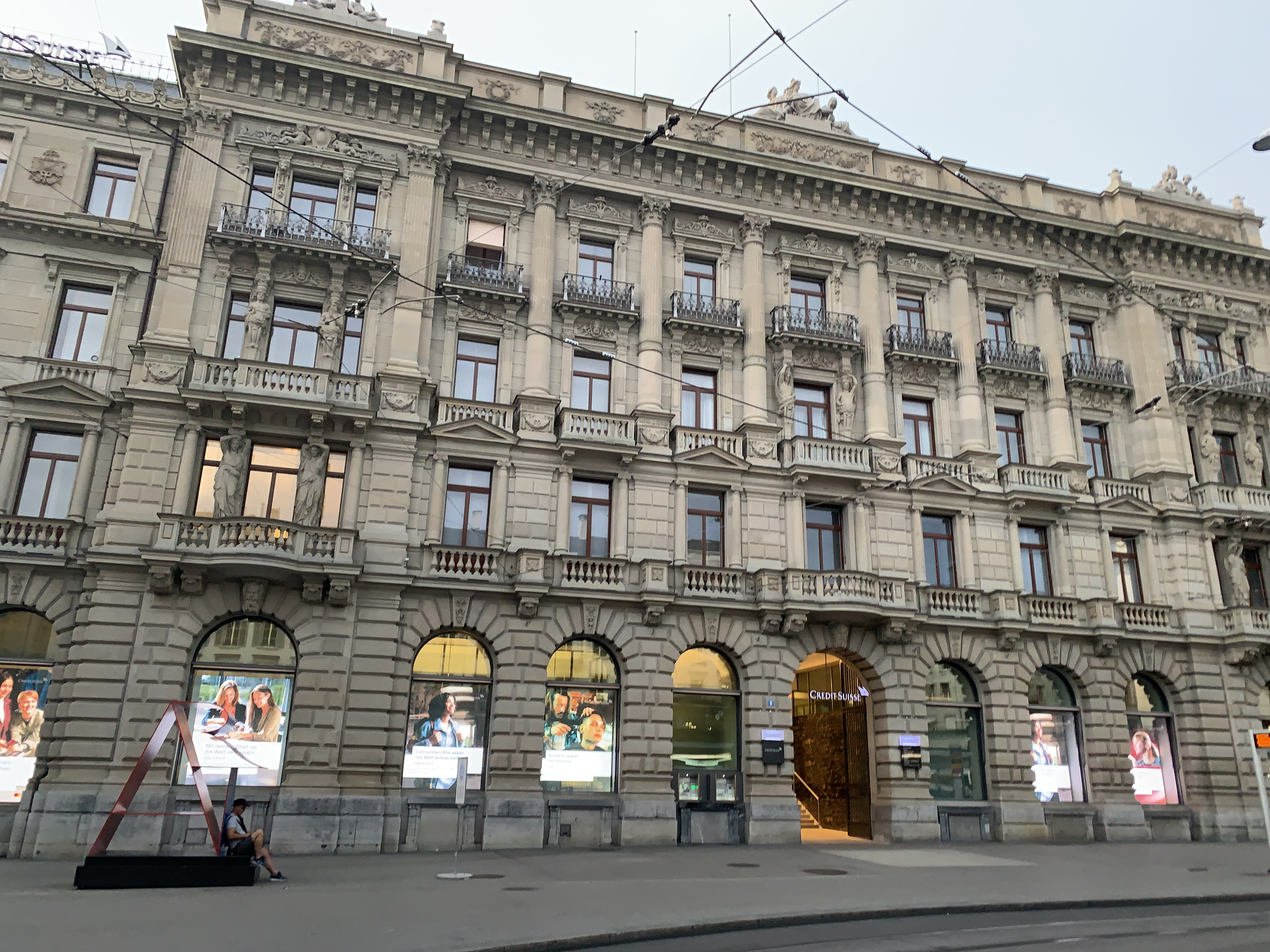
Centrála banky Credit Suisse v Curychu

Kanton Curych je hospodářsky nejsilnějším regionem Švýcarska. Kolem Curychu se vytvořila aglomerace s více než milionem obyvatel, která přesahuje hranice kantonu.
Výrazným finančním centrem jsou zejména banky a pojišťovny s celostátní a mezinárodní působností, kterými může Curych konkurovat Londýnu a Frankfurtu nad Mohanem. Spolu s Mnichovem je Curych předním světovým centrem zajišťovnictví. Curych je navíc oblíbeným místem konání kongresů.
Kanton Curych je nejvýznamnějším švýcarským místem pro medicinské a biotechnologie. Vědy o živé přírodě spolu s informačními a komunikačními technologiemi byly v roce 2010 nejrychleji rostoucími odvětvími v Curychu. Z Curychu pochází 3,3 % světových patentů na imunoterapie a 1,5 % patentů v oblasti biotechnologií.

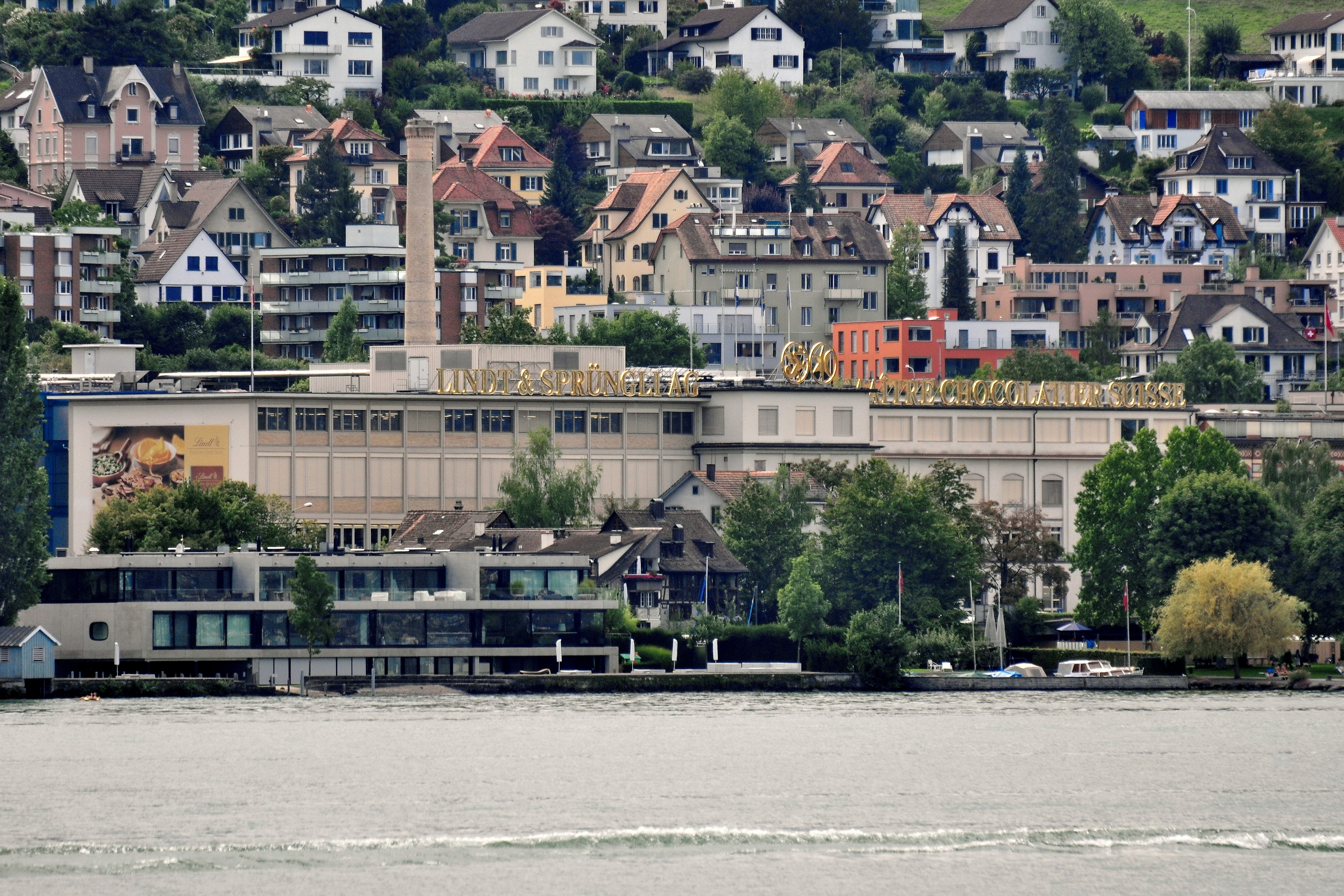
Čokoládovna Lindt & Sprüngli v Kilchbergu nedaleko Curychu

Kanton je díky svému hospodářskému významu důležitou obchodní lokalitou. Různé curyšské společnosti mají velký národní nebo mezinárodní význam. Přímo v Curychu, nebo v kantonu Curych má své sídlo řada mezinárodních společností. Mezi nejvýznamnější patří:
- ABB
- Credit Suisse
- Lindt & Sprüngli
- Migros
- Neue Zürcher Zeitung
- Rieter
- Swiss Life
- Swiss Re
- UBS
- Zurich Insurance Group
- Zürcher Kantonalbank

## Doprava

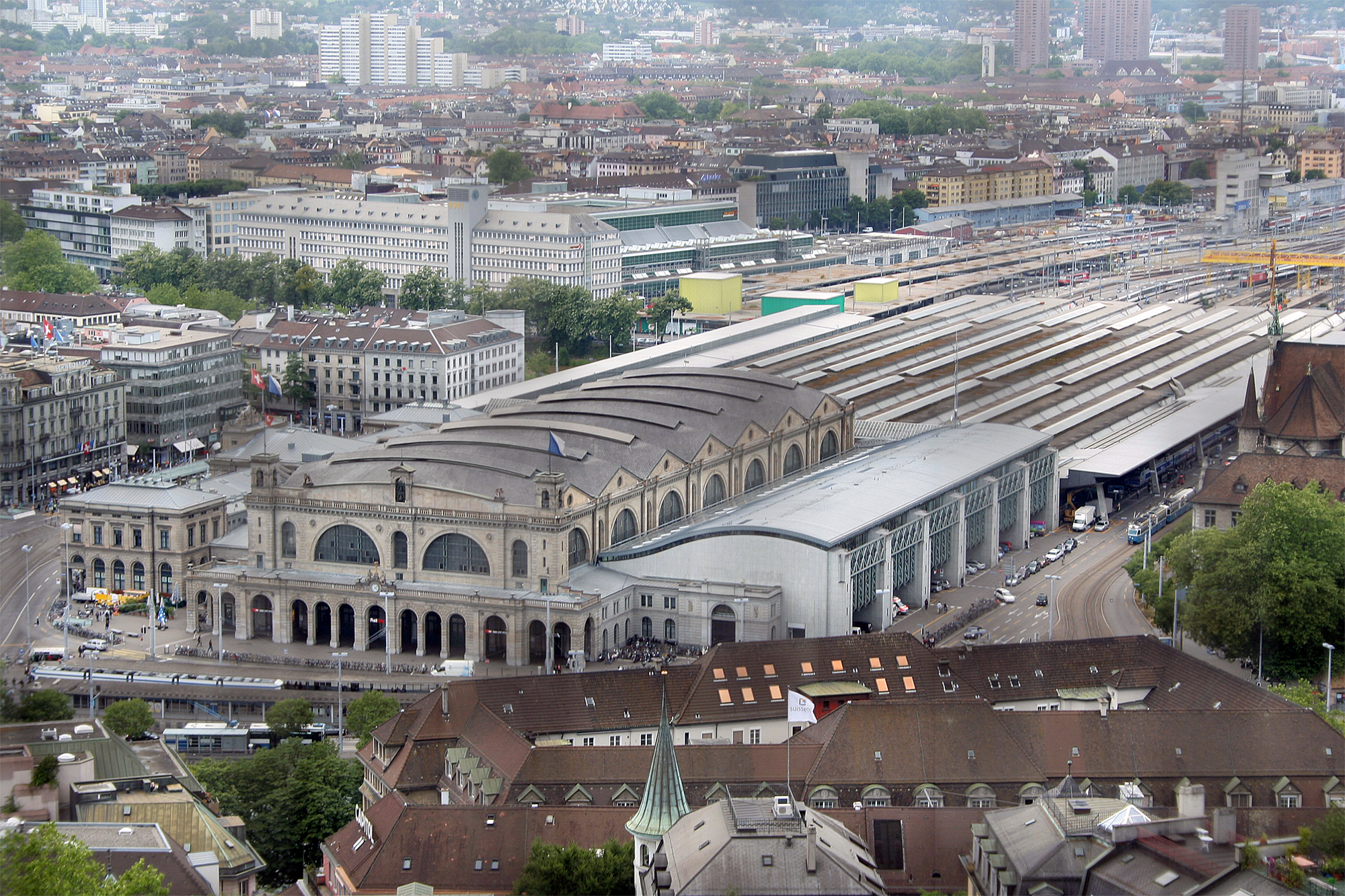
Železniční stanice Zürich HB

Kanton Curych protíná hustá celostátní a regionální železniční síť a dálnice vedoucí na východ, západ, sever a jih. Železniční stanice Zürich Hauptbahnhof je s až 3 000 spojů denně největší železniční stanicí ve Švýcarsku a jednou z největších na světě.
Mezinárodní letiště Curych, které plní funkci dopravního uzlu, se nachází na území obce Kloten, ale podle monitorovací zprávy z roku 2015 se blíží ke svým kapacitním limitům. Na území obce Dübendorf se nachází vojenské letiště Dübendorf, které by v budoucnu mohlo plnit funkci regionálního letiště ve smyslu odlehčovacího letiště obdobně jako letiště Linate v Miláně.
Kanton Curych má dobré mezinárodní železniční spojení se všemi sousedními zeměmi a díky dopravnímu svazu Zürcher Verkehrsverbund (ZVV) vynikající místní dopravní síť pro aglomerační dopravu, která se neustále rozšiřuje.
V roce 2021 činila míra automobilizace (počet osobních automobilů na 1000 obyvatel) 483.

## Zajímavost
Kanton Curych se po Velké Británii stal druhou nejstarší známkovou zemí světa, když místní pošta vydala roku 1843 známky s názvem „Zürich“. Celkem vyšly dvě známky, platnost měly do roku 1854, již roku 1849 však činnost pošty převzala švýcarská pošta.